# Neonuncia blacki
Neonuncia blacki is een hooiwagen uit de familie Triaenonychidae.